# Wang Tingne
Wang Tingne (汪廷讷; geb. ca. 1550 in Xiuning, Anhui; gest. 1625 oder später; zi: Changchao 昌朝, weitere seiner Namen waren Wuwei 无为, Wuwu jushi 称无无居士, Zuoyin xiansheng 坐隐先生, Quanyi zhenren 全一真人 u. a.) war ein chinesischer wohlhabender Kaufmann,  Beamter und ein bekannter Dramatiker, der als Verleger aus der Region Huizhou am bekanntesten war.

## Leben
Wang Tingne stammte aus dem Kreis Xiuning in Anhui und war in der späten Ming-Zeit tätig. Sein Verlag Huancui tang 環翠堂 (Umgebung der Grünen Halle) produzierte viele Bücher, von denen viele schön gestaltete Illustrationen enthielten. Li-chiang Lin zufolge waren es diese exquisiten Publikationen, die ihn zu einem der wichtigsten Verleger der späten Ming-Zeit machten.
Seine dramatischen Werke Yilie ji 义烈记 und Chongding tianshu ji 重订天书记 (Abk. Tianshu ji 天书记) aus der Xiqu-Sammlung Guben xiqu congkan wurden auch vom Hanyu da zidian herangezogen.
Sein  zaju  Guangling yue 广陵月 ist im Sheng Ming zaju (盛明杂剧) enthalten.

## Werke und Ausgaben (Auswahl)
- Yilie ji 义烈记. Guben xiqu congkan erji 古本戏曲丛刊二集
- Chongding tianshu ji 重订天书记 (Tianshu ji 天书记). Guben xiqu congkan erji古本戏曲丛刊二集
- Guangling yue 广陵月. (Sheng Ming zaju 盛明杂剧)

- Wang Tingne 汪廷讷: Wang Tingne xiqu ji 汪廷讷戏曲集. Bashu shushe 巴蜀书社, 2008 (Ausgabe seiner xiqu 戏曲)